# 波卡蘭-I
波卡蘭-I，或稱為「快樂的黑天神行動」、「笑面佛陀计划」（1974年5月18日是佛誕），是印度首次核試驗。波卡蘭-I於1974年5月18日在鄰近巴基斯坦的波卡兰試驗場進行試爆，由印度陸軍幾個軍官負責監督。
波卡蘭-I試驗有許多代號名稱，印度外交部稱之為「波卡蘭-I」、負責該核試驗的科學家稱之為「笑面佛陀计划」、印度空軍則稱之為「快樂的黑天神行動」。

## 歷史

### 起源（1944-1966年）
早於1944年印度還未脫離英國管治的時候，霍米·贾汗季·巴巴便創立了塔塔基础研究院並開始了自己的核武器計劃研究。而物理學家拉贾·拉曼拉是該核武器技術研究的重要人物，他擴大和監督關於核武器的科學研究，是該團隊第一個指導、監督並進行核試驗的科學家。
在印度脫離大英帝國管治獨立後，印度總理尼赫鲁便正式授權以霍米·巴巴為首的核武器試驗計劃，並重點在1948年《原子能法》下和平發展。印度雖然一直宣稱發展核武只用於和平目的，但印度總理尼赫鲁最終還是決定不簽署關於禁止進行核試驗的具約束力條約，並曾在1948年4月15日發表以下講話：
We must develop this atomic energy quite apart from war — indeed I think we must develop it for the purpose of using it for peaceful purposes.  ... Of course, if we are compelled as a nation to use it for other purposes, possibly no pious sentiments of any of us will stop the nation from using it that way.
撇開戰爭不談，我們確實得發展原子能—事實上，我認為我們必須基於和平目的之用途來發展它。......當然，作為一個國家，如果我們被迫將它使用於其他目的上，可能也不會有人假仁假義的去阻止國家使用它。——贾瓦哈拉尔·尼赫鲁，印度首任總理，
1954年，霍米·巴巴把武器的設計和生產都轉向了該核計劃，並且委託了兩個重要的基礎設施建設項目。第一個項目是在孟買建立巴巴原子能研究中心（BARC），而另一個則是建立一個政府部門—原子能部（DAE），並由霍米·巴巴擔任首任部長。原子能部建立初期（1954—1959年），印度的核計劃得到迅速的發展，直到1958年已經有三分之一的國防預算用於原子能部的核武器研究。在1954年時印度更與美國和加拿大達成關於和平利用核能的口頭諒解，美國和加拿大最終也同意向位於特朗貝（Trombay）的原子能研究中心提供並建立CIRUS反應堆。此次與美國的合作成為印度和美國之間在理解核武器擴散的定義上的分水嶺，而該反應堆也將只用於和平目的。不過，由於CIRUS是生產钚裝置的理想設備，因此尼赫魯便打算用於核武器試驗並拒絕接受來自加拿大的核燃料，著手發展自主的核燃料循环技術。
1958年7月，時任印度總理尼赫魯正式授權「鳳凰計劃」（Project Phoenix），以建立一個能以每年處理20噸核燃料，生產能力與CIRUS反應堆匹配的加工廠。而該工廠的使用的鈈鈾萃取法（PUREX）是由美國維喬國際公司（Vitro International Firm）設計。1961年3月27日，位於特朗貝（Trombay）的鈈工廠正式開工，並於1964年中期開始運作。
其後印度的核計劃不斷成熟，直至1960年，尼赫魯下達將計劃投入生產的關鍵決定。同一時間，尼赫魯與美國西屋公司討論了關於在印度塔拉普尔建造首個核電廠的計劃。後來曾參與討論的美國陸軍工程師肯尼思·尼科爾斯（Kenneth Nichols）回憶道：當尼赫魯轉向霍米·巴巴的時候，尼赫魯便問他發展核武器的時間表。霍米·巴巴聽到後便告訴尼赫魯估計需要一年的時間來研發。
1962年，印度的核武器計劃雖然仍在發展，但發展的速度已經漸漸緩慢，因為尼赫魯的注意力被集中在同年6月發生的中印边境战争，在此期間，中國成功反擊印度。此後尼赫魯轉向蘇聯求助，但蘇聯當時需要將注意力集中在古巴导弹危机。在苏联共产党中央政治局的拒助下，印度意識到蘇聯是一個不可靠的盟友，這種意識使印度更堅決建立一個核威懾力量。後來在1966年霍米·巴巴去世後，拉贾·拉曼拉正式接手了核武器試驗計劃。

### 發展（1964-1972年）
霍米·巴巴在印度電台中發表過幾次講話，以積極遊說印度發展核武器，其中1964年霍米·巴巴曾告訴印度民眾：這些核武器十分便宜（such nuclear weapons are remarkably cheap），並引用美國的核武器試爆計劃—犁鏵行動的經濟成本來支持自己的觀點。按照霍米·巴巴的說法，一個十克拉的裝置將耗資350,000美元，而兩兆噸的裝置將耗資600,000美元。不過，霍米·巴巴似乎並沒意識到，實際上犁鏵行動的成本數據並非如他想像那樣，而行動中所產生出來的核武器也是耗資了幾倍的成本製造。
1965年，拉尔·巴哈杜尔·夏斯特里在擔任印度第二任總理期間，印度核武器計劃某些部份發展速度被放緩，因為夏斯特里任命了物能學家維克拉姆·薩拉巴伊作為核計劃的領導，不過該新領導正是甘地信仰人，致使計劃邁向和平目的，而非軍事用途。
1967年，英迪拉·甘地成為了新一任印度總理，並重新恢復了核計劃原有的研發速度。其後有份參與該計劃的化學工程師霍米·塞特納為「把钚發展成核武器」帶來了顯著的作用，同時拉贾·拉曼拉則負責設計和整造核裝置。
在1968至1969年間，印度原子核物理学家P. K. 艾揚格（P. K. Iyengar）與另外三人訪問蘇聯，並參觀了位於杜布纳的核研究設施。在訪問期間，艾揚格對於钚燃料快速脈衝反應堆的印象深刻，在他返回印度時，艾揚格隨即著手開發鈈反應堆。

### 保密和測試的準備工作（1972-1974年）
在七十年代初期，印度依然繼續懷有是否應該研發核武器的矛盾情緒，並給予該計劃低優先級的地位，以讓開發人員繼續生產核原料，直至1971年印巴战争。1971年12月，時任美國總統理查德·尼克松派出以企业号航空母舰為首的航空母艦戰鬥群前往孟加拉灣，蘇聯有見及此隨即派遣了一艘來自海參崴的核子動力潛艇來跟蹤美國海軍的行動。蘇聯此行無疑向英迪拉表現出了核威懾作用和核武器與弹道导弹潜艇的重要性。後來在巴基斯坦向孟印聯軍投降書簽署後，巴基斯坦正式分裂為兩個不同的政治實體。
1972年9月7日，英迪拉授權巴巴原子能研究中心製造核裝置，並為測試做好準備。雖然印度陸軍並沒有充分參與核試驗，但軍隊的最高指揮仍然對測試工作臨近知情。核裝置完成建造後，被正式稱為和平核爆炸。
1974年5月18日佛誕，波卡蘭-I正式在波卡兰塔尔沙漠被引爆，英迪拉在測試期間保持對微笑的佛陀在各個方面的嚴格控制，而這是在極嚴謹的保密情況下進行。除了英迪拉，顧問P. N. 帕爾梅和杜爾·加達爾都保持著聯繫。在保密期間，只有極少數國家高層知悉，其中印度西部司令部司令和印度陸軍參謀長更是唯一知悉即將有核武器試爆的軍隊高層。

## 設計
波卡蘭-I外形為六邊形截面，直徑1.25米，重約1,400公斤。在被引爆前，它被安放在一個六角形的金屬支架上，並放存在一個試爆地點，由沙子掩蓋著。當波卡蘭-I在波卡兰塔尔沙漠被引爆後，爆發地點便留下了一大隕石坑，其坐標是27°05′42″N 71°45′11″E / 27.095°N 71.753°E.。

### 關於當量的爭議
是次所試爆的核武器当量一直存在爭議，儘管印度的政客已經向記者描述了是2千吨至20千吨，亦即大約12,000噸的範圍，但印度提供的數據依然不夠清楚。雖然地震所探測到的標準是3.2千吨至21千吨之間，但P. K. 艾揚格（P. K. Iyengar）曾多次表明，當量只是8至10千吨，即是大約10,000噸。後來有關隕石坑的分析表明，根據所爆出的範圍，核武器的當量應該是8,000噸，不過不管那種測量都依然存在不確定性。

## 國內外反應

### 國內反應
在試爆成功後，英迪拉已經獲得了很大的人氣和知名度。英迪拉的形象也在國大黨中得到加強，國大黨也因而在印度议会中獲得一致好評。1975年，霍米·塞特納、拉贾·拉曼拉均被授予莲花赐勋章，而項目其他成員也被授予莲花士勋章。此後印度一貫認為，此次核試驗屬於和平測試，並沒有任何將其軍事化的意圖。然而，根據獨立的報告顯示，這實際上只是印度的核計劃的一部份。在1997年拉曼拉就曾對印度报业托拉斯說：
The Pokhran test was a bomb, I can tell you now.... An explosion is an explosion, a gun is a gun, whether you shoot at someone or shoot at the ground.... I just want to make clear that the test was not all that peaceful.
在波卡蘭（即微笑的佛陀）中測試的炸彈，我現在可以告訴你....爆炸就是爆炸，槍就是槍，無論你是向某人開槍還是向地上開槍....我只想清楚指出，測試不是所有都和平。——拉贾·拉曼拉，在1997年接受印度报业托拉斯採訪時的對話節錄，

### 國際反應
雖然印度繼續指出，測試只用於和平目的，但仍然遭到了許多方面的反對。核供應國集團便是成立於印度核試後的一年，其後在1992年，集團更決定要求国际原子能机构保障監督任何新的核原料出口交易，從而有效地排除了將核原料出口至印度的行为。不過在2008年，核供應國集團已經解除了對印度的這個貿易限制，並且美國也與印度達成了印美民用核能協議。

#### 巴基斯坦
1974年，巴基斯坦並沒理會測試是否為「和平核爆炸」而取消了原定於同年6月10日與印度之間的邦交正常化談判。巴基斯坦總理佐勒菲卡尔·阿里·布托曾誓言，絕不會屈服於「核訛詐」或接受印度在印度次大陸的支配和霸權。巴基斯坦原子能委員會主席穆尼爾·艾哈邁德汗也曾誓言，巴基斯坦將被迫測試自己的核武器。後來在2011年，巴基斯坦著名的原子核物理学家佩爾韋茲·侯德胡伊曾表示他深信是印度首次核試把巴基斯坦推向核領域。

#### 加拿大和美國
在試驗中所使用的钚實際上是由加拿大和美國提供的CIRUS反應堆產生，在印度核試後，加美反應負面，特別是當時正在進行關於不扩散核武器条约談判和經濟援助，兩國都已經提供了給印度。加拿大方面認為印度在1974年的試驗違反了1971兩國之間的瞭解，並凍結了核能援助和兩個反應堆的建設。而美國方面則認為試驗並沒違反任何協定，並繼續在同年6月完成了運往塔拉普尔的濃縮鈾的運輸。

#### 法國
法國方面曾經向印度發來賀電，但後來又撤回。

## 下一次試驗
儘管試爆後印度有許多建議，但印度並沒進一步進行核試驗，直至1998年，印度再次進行核試驗，並將其行動命名為「波卡蘭-II」。此次试验招致国际社会对印度的经济制裁。